# Pax Mongolica
La Pax Mongolica (conocida también como Pax Tartarica) es una frase en latín que significa "paz mongola" y que es usada por los académicos occidentales para describir el periodo de estabilidad social, cultural y económica que experimentaron los distintos pueblos nativos de Eurasia que fueron conquistados por el Imperio mongol durante los siglos XIII y XIV. El término se relaciona con el florecimiento del comercio y la comunicación entre los pueblos conquistados y el periodo de relativa paz que siguió a las vastas conquistas de los mongoles y tiene un paralelismo con el de pax romana, el cual se refiere a la paz que experimentó el Imperio romano en su momento de mayor apogeo.
El Imperio mongol fue instituido en 1206 por Gengis Khan quien tras largas luchas internas unificó a las diversas tribus mongolas bajo su mando, involucrándolas en la expansión que le llevaría a la creación de un gran imperio. Luego, las conquistas de Kublai Khan conectaron definitivamente el mundo occidental con el oriental gobernando un estado que abarcó desde el sudeste asiático hasta Europa oriental. La Ruta de la Seda que unía distintos centros de comercio por toda Asia y Europa pasó a ser controlada únicamente por el Imperio mongol y se decía que el nivel de estabilidad era tal que "una doncella podía recorrer el reino con una diadema de oro en la cabeza sin sufrir ningún daño".
Finalmente, la fragmentación que sufrió el Imperio mongol y el brote de peste negra dieron fin a la Pax Mongolica.

## Origen

Expansión del Imperio mongol.

El origen de la Pax Mongolica se encuentra relacionado con los inicios del Imperio mongol instaurado por Gengis Khan a principios del siglo XIII. Con la conquista de varias tribus de la región el líder mongol revolucionó la forma en la que la sociedad mongola se estructuraba. Cada victoria que archivó trajo nueva gente a los dominios de Gengis Khan lo que diversificó la estructura social de la tribu. En el año 1203 estableció reformas para hacer más fuerte su ejército y romper con la estructura tradicional del clan, basada en el parentesco familiar y el estatus social. Las reformas consistieron, entonces, en reorganizar el ejército en arbans, grupos de diez personas pertenecientes a un grupo étnico determinado que eran instados a luchar independientemente de su origen, en zuuns o compañías, que se conformaban por diez arbans, en myangan o batallones, que se conformaban por diez zuuns y finalmente diez myangans forman un tumen, que era un conjunto de 10 000 hombres. Esta organización, que se basó en el sistema decimal, demostró no sólo ser muy efectiva en la conquista de los pueblos de la estepa de Asia central sino también una forma de fortalecer la estructura social del imperio. Ya en el año 1206 la expansión militar de Gengis Khan logró unificar a todas las tribus mongolas y fue elegido y aclamado como líder de Mongolia.
El imperio no tardó en conquistar nuevos territorios. Las primeras victorias que lograron fueron contra el Imperio tangut, en el oeste de China y fue finalmente conquistado en el año 1209. Entre 1213 y 1214 conquistaron el Imperio Jin y ya a fines de 1214 habían conquistado gran parte del área ubicada al norte del río Amarillo. Para el año 1221 los generales Jebe y Subotai iniciaron expediciones alrededor del mar Caspio y en la actual Rusia y Gengis Khan logró una victoria aplastante en la batalla del Indo ante los persas Jorezmitas liderados por Jalal ad-Din Mingburnu. En 1235 invadieron Corea y dos años más tarde, en 1237 Batu Khan y Subodei iniciaron la conquista de Rusia, para luego capturar Hungría y Polonia en 1241. En 1252 emprendieron la invasión de la dinastía Song en el sur de China y en 1258 capturaron Bagdad.
Todas estas victorias ocasionaron que el Imperio fuera integrando extranjeros en su sociedad. También se fueron consiguiendo nuevas rutas comerciales y la oportunidad de controlar los impuestos y los tributos. Así es como la expansión territorial de la nación no sólo logró que se convirtiera en un imperio, sino que contribuyó a su avance tecnológico y económico.

## Rutas comerciales

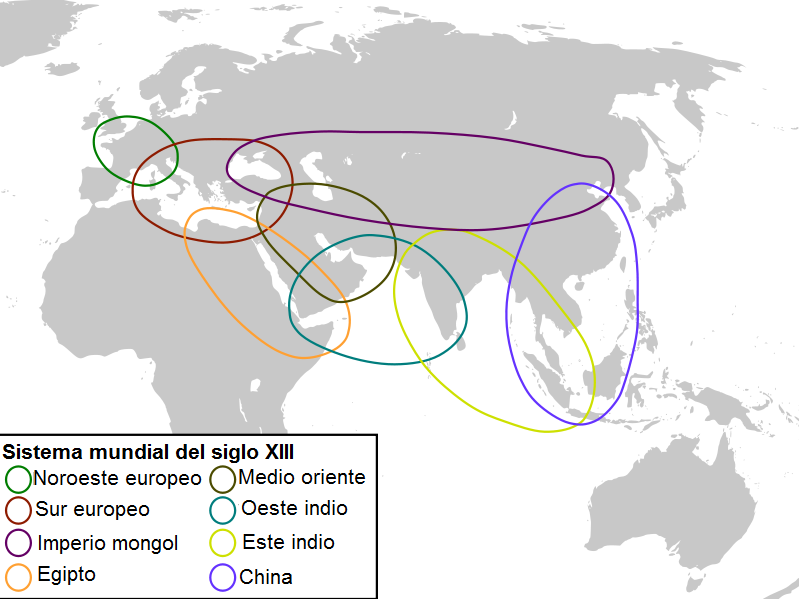
Los sistemas económicos del basados en la teoría del Sistema-mundo.

El Imperio mongol abarcó un territorio que comprendía desde Corea al este hasta Budapest al oeste y desde Rusia al norte hasta el Tíbet al sur, lo que significó que una gran parte de Asia estuvo unificada bajo una misma autoridad política. En consecuencia, las rutas comerciales estuvieron aseguradas y esto contribuyó a que el comercio entre oriente y occidente floreciera. Es por esto que la Pax mongolica favoreció económicamente a las civilizaciones de Eurasia durante la época de apogeo del Imperio mongol entre los siglos XIII y XIV.

### Comercio con occidente
Antes de la expansión mongola la economía europea estaba basada en el autoabastecimiento dado al continuo clima de guerra y al aislamiento de las naciones medievales. Con la llegada del Imperio mongol, se logró romper el aislamiento de estos estados conformando un nuevo bloque de comercio caracterizado por el restablecimiento de la ruta de la seda como principal método de transporte. La unificación de Eurasia logró disminuir el número de bandidos que asaltaban a las caravanas mejorando la seguridad de las rutas. Es así como durante la Pax mongolica los comerciantes europeos pudieron viajar desde Europa hasta China por los distintos caminos que partían desde Anatolia y que se encontraban siempre en buen estado y transitados.
Por la ruta de la seda viajaban hacia Europa caravanas que transportaban la seda de china, y distintas especias como el jengibre, la canela, la pimienta y la nuez moscada que era traídas desde las islas de las especias por rutas transcontinentales. De la India llegaba algodón, perlas y otras piedras preciosas de gran valor en Europa, y de Persia, armas, alfombras y objetos de cuero. También se dio a conocer la pólvora originaria de china en Europa. En intercambio, Asia recibía de Europa plata, ropajes, lino y otros bienes. Este incremento del comercio significó que las naciones y sociedades que se vieron integradas aumentaron en cierta manera su nivel de vida en general debido al descubrimiento de nuevos bienes y mercados, y se podría decir incluso, su PIB. El sociólogo Janet Abu-Lughod señaló que todas las ciudades que participaron en este "sistema de comercio mundial" que se desarrolló durante el siglo XIII tuvieron un crecimiento rápido y tal vez mayor al de otras.
Además de las rutas comerciales terrestres, existió una ruta de la seda marítima que contribuyó al intercambio de bienes entre occidente y oriente y al establecimiento de la Pax mongolica. El origen de esta ruta comercial marítima tuvo lugar en las costas del sur de China, donde existían rutas que recorrían la costa del continente. Con los progresos de la tecnología y la navegación estas rutas se fueron prolongando hasta el océano Índico, y más tarde, hasta alcanzar el mar arábigo, el mar rojo, el golfo Pérsico y la costa oriental de África.
El intercambio que existió entre occidente y oriente no se limitó a bienes materiales: también hubo un gran intercambio de gente, de técnicas, de información y de ideas. Por ejemplo, Juan de Montecorvino, azorbispo de Pekín fundó misiones católicas en la India y en China y tradujo el nuevo testamento al idioma mongol.
El comercio a larga distancia exigió nuevos métodos para realizar negocios e intercambios entre los continentes: esto significó la introducción del papel moneda, de los depósitos bancarios y de los seguros en Europa. La introducción del papel moneda hizo que los viajes por tierra se hicieran mucho más fáciles porque el viajero no tenía que cargar con el peso de las monedas de oro.

### Administración mongola

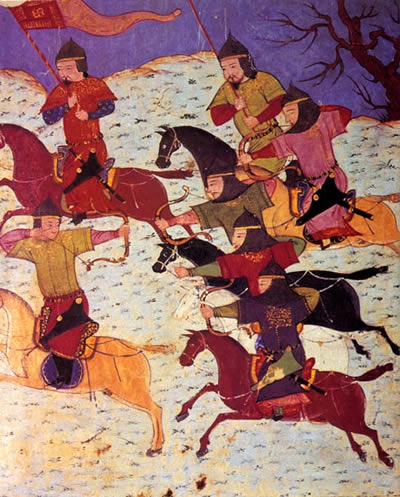
La caballería mongola permitió cubrir las largas distancias que abarcaba el imperio con relativa rapidez.

La posición céntrica de Mongolia en el continente asiático fue una de las razones por las que pudo tomar un rol tan importante en el desarrollo del sistema comercial de la época, y el ejército mongol era ideal para mantener el control de las rutas de todo el imperio. Los caminos estuvieron bien suministrados y transitados y había fuertes con una guarnición encargada de defenderlos y proteger a los viajeros. También se abolieron impuestos, aranceles y otros tipos de peajes que existían antes de la administración mongola para acrecentar el tráfico de caravanas, se nivelaron las unidades de medida para hacer más fáciles los intercambios y para hacer el viaje más placentero durante los meses de verano, se plantaron árboles a los costados de las rutas para aprovechar su sombra.
Los mongoles pactaron alianzas con otras naciones para asegurar la fluidez del comercio y el ejército mongol fue usado para moldear y remodelar el curso que debían tomar las caravanas destruyendo ciudades de poca importancia y caminos innacesibles. Al estar compuesto en su mayor parte por caballería, no tuvo dificultades para recorrer largas distancias.
La Yassa, la ley general mongola dictada por Gengis Khan impuso leyes estrictas y castigos muy duros especialmente en aquellos asuntos relacionados con el comercio. La Yassa ayudó a superar y a eliminar las guerras entre los distintos clanes para mantener calmadas las rutas comerciales, el robo y el hurto de animales fueron prohibido e incluso, durante la época de Gengis Khan se estableció un sistema de retribución de objetos perdidos. Las estrictas condenas, entre las que se encontraban la devolución de hasta nueve veces el valor del objeto robado ayudaron a detener los saqueos a caravanas en los caminos del imperio. La Yassa también decretó la libertad de culto permitiendo que budistas, cristianos y musulmanes pudieran transitar libremente por los caminos del imperio. Además, los médicos, sepultureros, profesores y líderes religiosos estaban exentos de pagar impuestos. Fue una ley muy flexible que se adaptó y absorbió a los códigos legales de las partes más lejanas del imperio, pudiendo así mantener un nivel estabilidad y paz social.
Para asegurar el cumplimiento de la Yassa se desarrolló una administración legal que estuvo liderada por un concilio de líderes del gobierno que dividió el imperio en diez administraciones provinciales conocidas como "Hsing-sheng". Estas administraciones se dividieron a su vez en distritos más pequeños que se encargaban de casos legales. Existió un órgano de policía llamado "hsien wei" al que se le encargaba el cumplimiento de la ley y tenía la autoridad de arrestar sospechosos. La federalización del imperio ayudó e hizo más eficiente la administración de la Yassa en todas las regiones que abarcaban las conquistas mongolas.

### Sistema postal
Los mongoles establecieron una ruta llamada Örtöö, el primer sistema de comunicaciones que conectó el lejano oriente con el mundo occidental. Existieron estaciones de descanso cada cincuenta kilómetros, que fueron dispuestas en 1234 por Ögedei Khan y contaban con caballos descansados y comida. Más tarde, Chagatai Khan y Batu Khan se encargaron de seguir expandiendo esta ruta postal.
El Örtöö fue administrado por el ejército mongol y se expandía desde los territorios conquistados por los mongoles en Europa oriental hasta el océano Pacífico, y s encontraba siempre en buen estado y organizado. Fue una forma muy sofisticada de comunicar y viajar por el imperio, haciendo fácil enviar mensajes por largas distancias en un espacio de tiempo relativamente corto. Como resultado de esta facilidad en la comunicación los mongoles pudieron gobernar su vasto imperio de forma efectiva asegurando su estabilidad política y económica.

## Final
El periodo que abarcó la Pax mongolica tuvo su fin debido a una gran cantidad de factores: la rivalidad entre los mercaderes, las revueltas, la corrupción, la decadencia del sistema de gobierno, los problemas entre facciones del imperio, los ataques externos y el brote de peste negra. El final de la Pax mongolica significó también la disminución del comercio entre occidente y oriente que había sido tan fluido durante la época de apogeo del Imperio mongol.

### Decadencia del Imperio mongol
Hacia su final el imperio estuvo organizado en kanatos. Debido al aislamiento que sufrió el mundo mongol, a principios del siglo XIV mucho líderes empezaron a centrarse exclusivamente en la administración de sus kanatos, lo que llevó a una descentralización del que ocurrió, a grandes rasgos, por la rivalidad entre los príncipes mongoles y por el colapso del comerció que sobrevino a esta fragmentación.
La intolerancia religiosa fue un hecho muy común durante el final de la Pax mongolica. La Horda dorada, el kanato mongol ubicado en Rusia, fue gradualmente perdiendo su poder y territorio y una de las causas de estas pérdidas fue la intolerancia que existió ante otras religiones. La Horda dorada se convirtió al islam y se unió al Sultanato mameluco por razones políticas, lo que los llevó a luchar contra el Ilkanato, el kanato mongol ubicado en Persia. Más tarde, el kan Ghazan de Persia se convirtió al islam en 1295.